# Spirit (John Denver)
| Recensione              | Giudizio        |
| ----------------------- | --------------- |
| AllMusic                | [ 4 ]           |
| Sputnikmusic            | 3.9 (Excellent) |
| Dizionario del Pop-Rock | [ 6 ]           |

Spirit è il tredicesimo album pubblicato dal cantautore country John Denver ed è uscito nell'agosto 1976.

## Tracce

### LP
Lato A (APL1-1694-A)
1. Come and Let Me Look in Your Eyes – 3:47 (Joe Henry, John Denver)
2. Eli's Song – 3:58 (Jack Williams)
3. Wrangle Mountain Song – 3:10 (John Denver)
4. Hitchhiker – 3:10 (Steve Weisberg, John Denver)
5. In the Grand Way – 3:39 (John Sommers)
6. Polka Dots and Moonbeams – 3:08 (Johnny Burke, Jimmy Van Heusen)

Lato B (APL1-1694-B)
1. It Makes Me Giggle – 3:16 (John Denver)
2. Baby, You Look Good to Me Tonight – 2:45 (Bill Danoff)
3. Like a Sad Song – 3:41 (John Denver)
4. San Antonio Rose – 2:40 (Bob Wills)
5. Pegasus – 3:20 (Joe Henry, John Denver)
6. The Wings That Fly Us Home – 4:11 (Joe Henry, John Denver)

### CD
Edizione CD del 1998, pubblicato dalla RCA/BMG Music (67683-2)
1. Come and Let Me Look in Your Eyes – 3:47 (Joe Henry, John Denver)
2. Eli's Song – 3:58 (Jack Williams)
3. Wrangle Mountain Song – 3:10 (John Denver)
4. Hitchhiker – 3:10 (Steve Weisberg, John Denver)
5. In the Grand Way – 3:39 (John Sommers)
6. Polka Dots and Moonbeams – 3:08 (Johnny Burke, Jimmy Van Heusen)
7. It Makes Me Giggle – 3:16 (John Denver)
8. Baby, You Look Good to Me Tonight – 2:45 (Bill Danoff)
9. Like a Sad Song – 3:41 (John Denver)
10. San Antonio Rose – 2:40 (Bob Wills)
11. Pegasus – 3:20 (Joe Henry, John Denver)
12. The Wings That Fly Us Home – 4:11 (Joe Henry, John Denver)
13. Whose Garden Was This – 3:46 (Tom Paxton) – Traccia bonus
14. The Game Is Over – 2:24 (John Denver, Jean Pierre Bourtayre, Jean Marcel Bouchety) – Traccia bonus
15. Eleanor Rigby – 3:10 (John Lennon, Paul McCartney) – Traccia bonus
16. Old Folks – 4:59 (Jacques Brel, Gérard Jouannest, Jean Cori, Eric Blau, Mort Shuman) – Traccia bonus
17. Medley – 4:28 – Traccia bonus

## Musicisti
- John Denver - voce, chitarre
- Steve Weisberg - chitarra elettrica, chitarra acustica, dobro, chitarra pedal steel
- Dick Kniss - basso
- Hal Blaine - batteria
- John Sommers - chitarra acustica, banjo, fiddle
- Lee Holdridge - conduttore orchestra, arrangiamento orchestra
- Starland Vocal Band - cori di sottofondo (brani: Baby, You Look Good to Me Tonight e Polka Dots and Moonbeams)
- Cori di bambini della St. Mel's School di Woodland Hills, California nel brano: Pegasus

Note aggiuntive
- Milton Okun - produttore
- Kris O'Connor - assistente alla produzione
- Mickey Crofford - ingegnere delle registrazioni
- Artie Torgensen - assistente ingegnere delle registrazioni
- Richard Simpson - ingegnere del mastering
- Lynne Morse - coordinatore A&R
- Tutti i brani arrangiati da: John Denver, Dick Kniss, Steve Weisberg, John Sommers e Hal Blaine
- Acy Lehman - art direction
- Stephen Lumel e Chris Whorf/Gribbitt! - design copertina album originale
- Nick Sangiamo - fotografie copertina frontale e retrocopertina album originale[7]

## Classifica
Album
| Anno | Classifica            | Posizione raggiunta |
| ---- | --------------------- | ------------------- |
| 1976 | Billboard 200         | 7                   |
| 1976 | Top Country Albums    | 3                   |
| 1976 | Official Albums Chart | 9                   |

Singoli
| Anno | Titolo del brano                  | Classifica         | Posizione raggiunta |
| ---- | --------------------------------- | ------------------ | ------------------- |
| 1976 | Like a Sad Song                   | Billboard Hot 100  | 36                  |
| 1976 | It Makes Me Giggle                | Billboard Hot 100  | 60                  |
| 1977 | Baby, You Look Good to Me Tonight | Billboard Hot 100  | 65                  |
| 1976 | Like a Sad Song                   | Adult Contemporary | 1                   |
| 1976 | It Makes Me Giggle                | Adult Contemporary | 9                   |
| 1977 | Baby, You Look Good to Me Tonight | Adult Contemporary | 13                  |